# Orgue de l'església dels Sants Just i Pastor
L'orgue de l'església dels Sants Just i Pastor de Barcelona és un instrument que incorpora elements d'èpoques diferents, des de la fi de l'edat mitjana fins a èpoques romàntiques.

## Característiques
Dins l'entorn organístic de Barcelona, l'orgue de Sant Just és un dels pocs instruments que van sobreviure a la guerra civil (que va devastar més d'un 90% dels orgues a Catalunya) i, per tant, mereix una atenció especial com a llegat dels orgues que han arribat als nostres dies. És un instrument que incorpora elements d'èpoques diferents, des de la fi de l'edat mitjana (plenum de flautats), passant pel barroc fins a registres romàntics. La peculiar disposició fa que els diferents caràcters, tot i ser perfectament combinables, hagin conservat la seva unitat.
En altres paraules, aquest instrument representa una simbiosi. D'una banda, hi ha l'orgue major pertanyenta l'estil preexistent, l'orgue clàssic, de transmissió mecànica (generalment) i que posseeix una estructura fònica distribuïda en les famílies de registres típiques de l'orgue barroc (flautes, mixtures, mutacions i llengüeteria reial). En canvi, el segon teclat, l'expressiu, és de caràcter romàntic, es tracta d'un cos dins d'una caixa expressiva, format per jocs d'estil mordent (Gamba-Celeste) més una llengüeteria de caràcter més simfònic (fagot, oboè, veu Humana…).
Així que ens trobem amb un instrument híbrid entre l'escola «barroca», en decadència, i l'escola romàntica emergent, segons els gustos musicals de l'època.
És interessant conèixer sobre l'aprofitament dels tubs dels instruments anteriors pel cos major, mentre que l'expressiu és nou. Això porta a que l'instrument per exemple consti d'una doble caixa expressiva, a part de la caixa del cos expressiu, unes gelosies donen expressió al conjunt de l'instrument. Aquest efecte es valora molt en una època que es fomentava en aquest recurs expressiu.
Per tant, l'orgue de la Basílica dels sants Just i Pastor és un instrument peculiar i únic per la seva configuració i que l'estat i qualitat dels seus elements interns (salmers, tubs, alimentació d'aire, etc.) justifica una restauració fidel a l'instrument (reconstruït), original d'en Miquel Beltran. Aquesta restauració és obra de l'orguener Joan Carles Castro.

## Construcció i història
Orgue construït per Miquel Beltran entre el 1906 i el 1909, a partir d'un material ja preexistent dels s.XVII, XVlll i XIX, amb altres elements afegits. L'orgue té 28 registres i 1.871 tubs
Per diferents recerques se sap que al segle xv ja hi havia a Sant Just un orgue i una capella de música, i fins al segle XX els orgues s'han anat succeint, aprofitant cada un les parts de l'anterior aprofitables. Aquest orgue en concret té tubs de cinc segles, ja que amb la reconstrucció del seglñe XXI se n'han afegit uns 200 de nous. Sílvia Marimon ha estat l'encarregada de fer la restauració artística de la caixa, les portes i la façana de l'orgue.
És l'últim orgue històric dels que no van ser destruïts el 1936 i que encara no s'havia restaurat. Durant la Guerra Civil es van cremar o van ser destruïts (o van desaparèixer) centenars d'orgues i harmòniums a les parròquies de la diòcesi de Barcelona, alguns de tan rellevants com els de les esglésies de Santa Maria del Pi, Sant Pere de les Puel·les, Sant Andreu del Palomar i Sant Agustí, on hi havia un dels millors orgues de Barcelona. Es volia acabar amb la litúrgia, i per això es carregaven els orgues i tot el que la cultura religiosa havia engendrat, per sort l'església de Sant Just i Pastor va ser protegida per la Generalitat i gràcies a això es va poder conservar.
L'orgue ha funcionat amb penes i treballs fins al 2016 quan es va començar la restauració duta a terme per Albert Blancafort.
Ara, un cop harmonitzat, l'instrument torna a ser útil. Gràcies a la bona acústica de la basílica, una de les millors dels espais eclesiàstics barcelonins juntament amb la de Pedralbes, permet que s'hi facin misses polifòniques i, a més, un conveni amb l'Ajuntament, L'Auditori i l'Esmuc servirà per programar-hi concerts, “sempre amb un sentit”. L'orgue s'ha estrenat (reconstruït) pel pare Jordi-Agustí Piqué, director artístic del Festival Internacional Orgue de Montserrat, amb dos dos concerts inaugurals fets per Bernat Bailbé i Juan de la Rubia.